# السموم الفطرية

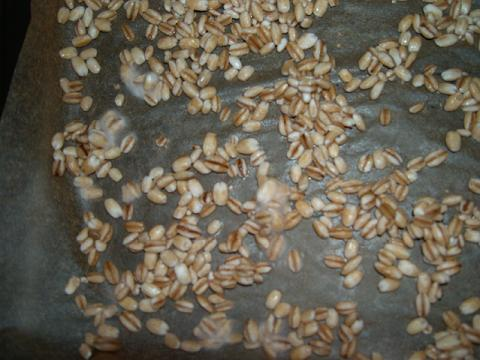

السموم الفطرية (باليوناني μύκης mykes، «الفطر» و τοξικόν toxikon، «السم») هو مستقلب ثانوي سامة تنتجها الكائنات الحية للمملكة الفطريات وقادرة على التسبب في المرض والموت في كل من البشر والحيوانات الأخرى. عادة ما يتم حجز مصطلح «السموم الفطرية» للمنتجات الكيميائية السامة التي تنتجها الفطريات التي تستعمر المحاصيل بسهولة. قد تنتج أنواع العفن الواحد العديد من السموم الفطرية المختلفة، وقد تنتج العديد من الأنواع نفس السموم الفطرية. 

## إنتاج
معظم الفطريات هي هوائية (تستخدم الأكسجين) وتوجد في كل مكان تقريبا بكميات صغيرة للغاية بسبب الحجم المتدني لأبواغها. تستهلك المادة العضوية في أي مكان تكون فيه الرطوبة ودرجة الحرارة كافية. عندما تكون الظروف مناسبة، تتكاثر الفطريات إلى مستعمرات وتصبح مستويات السموم الفطرية عالية. سبب إنتاج السموم الفطرية غير معروف بعد. ليست ضرورية لنمو أو تطور الفطريات. ولما كانت السموم الفطرية تضعف المضيف المستلم، فإن الفطر قد يستخدمها كإستراتيجية لتحسين البيئة من أجل المزيد من انتشار الفطريات. يعتمد إنتاج السموم على البيئات الداخلية والخارجية المحيطة بها، وهذه المواد تختلف اختلافاً كبيراً في سُمِّتها، اعتماداً على الكائن الحي المصاب وحساسيته وأيضه وآليات دفاعه. 

## المجموعات الرئيسية
الأفلاتوكسينات هي نوع من السموم الفطرية التي تنتجها أنواع الفطر رشاشية، مثل A. flavus وA. parasiticus.يشير المصطلح الجامع الأفلاتوكسين إلى أربعة أنواع مختلفة من السموم الفطرية المنتجة، وهي B1 و B2 و G1 و G2.الأفلاتوكسين B1 ، الأكثر سمية، هو مادة مسرطنة قوية وترتبط ارتباطا مباشرا بالتأثيرات الصحية الضارة، مثل سرطان الكبد، في العديد من الأنواع الحيوانية.ترتبط الأفلاتوكسين إلى حد كبير بالسلع المنتجة في المناطق الاستوائية وشبه الاستوائية، مثل القطن، والفول السوداني، والتوابل، والفستق، والذرة.
Ochratoxin هو السموم الفطرية التي تأتي في ثلاثة أشكال المستقلب الثانوية، A ، B ، و C. يتم إنتاج كل من بنسيليوم و Aspergillus الأنواع. الأشكال الثلاثة تختلف في أن Ochratoxin B (OTB) هو شكل غير مكلور من Ochratoxin A (OTA) وأن Ochratoxin C (OTC) هو شكل استر أسترالي Ochratoxin A. تم العثور على Aspergillus ochraceus كمادة ملوثة لمجموعة واسعة من السلع بما في ذلك المشروبات مثل البيرة والنبيذ. Aspergillus carbonarius هو النوع الرئيسي الموجود في فاكهة العنب، والذي يطلق السم خلال عملية صنع العصير.
Citrinin هو سموم تم عزله لأول مرة من Penicillium citrinum ، ولكن تم تحديده في أكثر من اثني عشر نوعًا من البنسليوم وعدة أنواع من Aspergillus. وتستخدم بعض هذه الأنواع لإنتاج المواد الغذائية البشرية مثل الجبن (Penicillium camemberti)، ساكي، ميسو، وصلصة الصويا (Aspergillus oryzae). يرتبط Citrinin بمرض الأرز الصفراء في اليابان ويعمل كسمية كلوية في جميع أنواع الحيوانات التي تم اختبارها. وعلى الرغم من ارتباطها بالعديد من الأغذية البشرية (القمح والأرز والذرة والشعير والشوفان والجاودار والأطعمة الملونة بصبغة موناسكو) فإن أهميتها الكاملة لصحة الإنسان غير معروفة. يمكن أيضا أن يعمل Citrinin بالتآزر مع Ochratoxin A لخفض تخليق الحمض النووي الريبي في الكليتين الفئران. 
تسمم اورغوني هي مركبات تنتج كمخلوط سام من القلويدات في ارغوت من أنواع فطر (دبوسي)، وهي مسببات الأمراض الشائعة لمختلف أنواع العشب. إن ابتلاع جرثوم الإرجوت من الحبوب المصابة، عادة في شكل الخبز المنتج من الطحين الملوث، يسبب الإرغوتية، وهو مرض بشري يُعرف تاريخياً باسم حريق القديس أنتوني. هناك نوعان من أشكال التسمم الأرغوني: غرغريني، يؤثران على وصول الدم إلى الأطراف، والتشنجي، مما يؤثر على الجهاز العصبي المركزي. الأساليب الحديثة لتنظيف الحبوب قد قللت بشكل كبير من التسمم الأرغوني كمرض بشري. ومع ذلك، فإنها لا تزال مشكلة بيطرية مهمة. وقد استخدمت القلويات ارجوت الصيدلانية 
الباتولين هو مادة سامة تنتجها الأنواع P. expansum و Aspergillus و Penicillium و Paecilomyces الفطرية. P. expansum مرتبط بشكل خاص بمجموعة من الفواكه والخضروات المتعفنة، وخاصة التفاح المتعفن والتين. يتم تدميرها من خلال عملية التخمير وحتى لا يتم العثور عليها في مشروبات التفاح، مثل عصير التفاح. على الرغم من أن الباتولين لم يثبت أنه مُسرطن، إلا أنه تم الإبلاغ عن تلف الجهاز المناعي في الحيوانات. في عام 2004، وضعت الجماعة الأوروبية حدودًا لتركيزات الباتولين في المنتجات الغذائية. وتقف حالياً عند 50 ميكروغرام / كغ في جميع تركيزات عصير الفاكهة، عند 25 ميكروغرام / كغ في منتجات التفاح الصلبة المستخدمة للاستهلاك المباشر، وعند 10 ميكروغرام / كغ لمنتجات تفاح الأطفال، بما في ذلك عصير التفاح 
مغزلاوية يتم إنتاج السموم الفيوزاريوم بأكثر من 50 نوعًا من الفطر وله تاريخ في إصابة الحبوب النامية مثل القمح والذرة. وهي تشمل مجموعة من السموم الفطرية، مثل: الفومونسينات، التي تؤثر على النظم العصبية للخيول ويمكن أن تسبب السرطان في القوارض. trichothecenes ، التي ترتبط ارتباطًا وثيقًا بالتأثيرات السمية المزمنة والمميتة في الحيوانات والبشر؛ و zearalenone ، والتي لا ترتبط بأي آثار سامة قاتلة في الحيوانات أو البشر. بعض الأنواع الرئيسية الأخرى من السموم Fusarium تشمل: beauvercin و enniatins ، butenolide ، equisetin ، و fusarins 

## حادثة
على الرغم من أن الفطر البري المتنوع يحتوي على مجموعة متنوعة من السموم التي هي بالتأكيد مستقلبات فطرية مسببة مشاكل صحية جديرة بالاهتمام للبشر، إلا أنها مستبعدة بشكل تعسفي من مناقشات السموم الفطرية. في مثل هذه الحالات، يستند التمييز على حجم الفطريات المنتجة والنية البشرية. غالباً ما يكون التعرض للميثوموكسين عرضياً في حين أن الفطر غير السليم والابتلاع يسببان التسمم بالفطر. قد يؤدي تناول عيش الغراب غير المعروف الذي يحتوي على السموم الفطرية إلى الهلوسة. ومن المعروف جيدا  أمانيتا فالوسياني
المنتجة لل cyclopeptide لإمكاناته السامة ومسؤول عن ما يقرب من 90 ٪ من جميع الوفيات الفطر. وتشمل مجموعات السموم الفطرية الأساسية الأخرى الموجودة في عيش الغراب: orellanine ، و monomethylhydrazine ، و disulfiram-like ، و indoles الهلوسة، و muscarinic ، و isoxazole ، والمهيجات المعوية النوعية (GI). الجزء الأكبر من هذه المقالة هو عن السموم الفطرية الموجودة في الميكروفانغي (Microfungi) بخلاف السموم من الفطر أو الفطريات العيانية (macroscopic fungi)

### في البيئات الداخلية
المباني هي مصدر آخر للسموم الفطرية، كما أن الأشخاص الذين يعيشون أو يعملون في المناطق المصابة بالعفن يزيدون من فرصهم في التأثيرات الصحية الضارة. يمكن تقسيم قوالب النمو في المباني إلى ثلاث مجموعات - المستعمرات الأساسية والثانوية والثالثية. يتم تصنيف كل مجموعة من قبل القدرة على النمو عند متطلبات نشاط مائي معين. أصبح من الصعب تحديد إنتاج السموم الفطرية من خلال قوالب داخلية للعديد من المتغيرات، مثل (i) قد يتم إخفاؤها كمشتقات (ii) أنها موثقة بشكل سيئ و (iii) حقيقة أنها من المحتمل أن تنتج مستقلبات مختلفة على مواد البناء. يتم إنتاج بعض السموم الفطرية في البيئة الداخلية بواسطة نوباء، رشاشية (أشكال متعددة)، بنسيليوم، وستاكي بوتريس
. يحتوي مخطط ستاكي بوتريس
على عدد أكبر من السموم الفطرية من القوالب الأخرى التي تنمو في البيئة الداخلية وقد ارتبطت بالحساسية والتهاب الجهاز التنفسي. إن غزو S. chartarum في المباني التي تحتوي على ألواح الجبس، وكذلك على بلاط السقف، أمر شائع جدا وأصبح في الآونة الأخيرة مشكلة أكثر اعترافا. عندما يتم إدخال ألواح الجبس بشكل متكرر إلى الرطوبة، ينمو S. chartarum بسهولة على وجهه السليولوز. هذا يؤكد على أهمية ضوابط الرطوبة والتهوية داخل المنازل السكنية والمباني الأخرى. الآثار الصحية السلبية للسموم الفطرية هي وظيفة التركيز، ومدة التعرض وحساسيات الموضوع. غالباً ما تكون التركيزات الموجودة في المنزل العادي أو المكتب أو المدرسة منخفضة للغاية بحيث لا تؤدي إلى استجابة صحية في الشاغلين 
في تسعينيات القرن العشرين، ازداد القلق العام بشأن السموم الفطرية بعد تجمعات العفن السامة التي تكلف ملايين الدولارات. وقد تم رفع الدعاوى القضائية بعد أن أفادت دراسة قام بها مركز السيطرة على الأمراض (CDC) في كليفلاند بولاية أوهايو، عن وجود ارتباط بين السموم الفطرية من جراثيم Stachybotrys والنزف الرئوي عند الرضع. ومع ذلك، في عام 2000، استناداً إلى المراجعات الداخلية والخارجية لبياناتهم، خلص مركز السيطرة على الأمراض إلى أنه بسبب العيوب في أساليبها، لم تثبت الجمعية. وقد ثبت أن أبواغ Stachybotrys في الدراسات على الحيوانات تسبب نزيف الرئة، ولكن فقط عند تركيزات عالية جدا 
دراسة واحدة من قبل مركز علم السموم التكاملية في جامعة ولاية ميشيغان التحقيق في أسباب الأمراض ذات الصلة الرطب البناء (DBRI). ووجد الباحثون أن Stachybotrys من المحتمل أن يكون عاملاً مساهماً مهمًا في DBRI. تشير النماذج الحيوانية حتى الآن إلى أن التعرض للمجرى الهوائي لـ S. Chartarum يمكن أن يثير الحساسية التحسسية والالتهاب والتسمم الخلوي في المسالك التنفسية العلوية والسفلية. يبدو أن سمية Trichothecene هي السبب الكامن وراء العديد من هذه الآثار الضارة. تشير النتائج الحديثة إلى أن الجرعات المنخفضة (الدراسات التي تتضمن عادة جرعات عالية) يمكن أن تسبب هذه الأعراض. 
استخدم بعض علماء السموم مقياس تركيز عدم القلق السميكي (CoNTC) لتمثيل تركيز السموم الفطرية المحمولة جوا والذي من المتوقع ألا يتسبب في أي خطر على البشر (يتعرضون باستمرار طوال عمر 70 سنة). وقد أظهرت البيانات الناتجة من العديد من الدراسات حتى الآن أن التعرض المشترك للسموم الفطرية المحمولة في البيئة الداخلية المبنية هي أقل من CONTC ، ولكن البيئات الزراعية لديها القدرة على إنتاج مستويات أكبر من CoNTC. 

### في الغذاء
يمكن أن تظهر السموم الفطرية في السلسلة الغذائية نتيجة للعدوى الفطرية للمحاصيل، إما عن طريق تناولها مباشرة من قبل البشر أو عن طريق استخدامها كعلف للماشية.
في عام 2004 في كينيا، توفي 125 شخصًا ونحو 200 آخرين تلقوا العلاج بعد تناول الذرة الملوثة بالأفلاتوكسين. وارتبطت الوفيات بالدرجة الأولى بالذرة المحلية التي لم تعالج بمبيدات فطرية أو جفت بشكل صحيح قبل التخزين. وبسبب نقص الغذاء في ذلك الوقت، ربما كان المزارعون يحصدون الذرة في وقت أبكر من المعتاد لمنع السرقات من حقولهم، بحيث لم تكن الحبوب قد نضجت بالكامل وكانت أكثر عرضة للإصابة 
التوابل هي الركيزة عرضة لنمو الفطريات الفطرية والميكوتوكسين الإنتاج. تم العثور على الفلفل الأحمر والفلفل الأسود والزنجبيل الجاف ليكون التوابل الأكثر تلوثا 

### في الغذاء الحيواني
الفطريات ديمورفيك، والتي تشمل برعمية ملهبة الجلد
و Paracoccidioides brasiliensis ، هي العوامل المسببة المعروفة للالتهاب الجهازي المنتشر
كان هناك فاشيات من طعام الكلاب يحتوي على الأفلاتوكسين في أمريكا الشمالية في أواخر عام 2005 وأوائل عام 2006، ومرة أخرى في أواخر عام 2011
ويمكن للسموم الفطرية في الأعلاف الحيوانية، ولا سيما السيلاج، أن تقلل من أداء حيوانات المزرعة ومن المحتمل أن تقتلها. العديد من السموم الفطرية تقلل إنتاج اللبن عند تناوله من قبل الأبقار الحلوب 
تشتق المتفطرة من طبيعتها «الشبيهة بالفطر»

### في المكملات الغذائية
يمكن أن يساهم تلوث النباتات الطبية بالسموم الفطرية في حدوث مشاكل صحية بشرية، وبالتالي يمثل خطرًا خاصًا. تم الإبلاغ عن العديد من الحوادث الطبيعية للسموم الفطرية في النباتات الطبية والأدوية العشبية من مختلف البلدان بما في ذلك إسبانيا والصين وألمانيا والهند وتركيا ومن الشرق الأوسط. في تحليل عام 2015 للمكملات الغذائية النباتية، تم العثور على أعلى تركيزات mycotoxin في المكملات الغذائية الشوك الحليب، في ما يصل إلى 37 ملغ / كجم 

## الآثار الصحية
بعض الآثار الصحية الموجودة في الحيوانات والبشر تشمل الموت، وأمراض محددة أو مشاكل صحية، وضعف أجهزة المناعة دون خصوصية لسموم، ومسببات الحساسية أو المهيجات. بعض السموم الفطرية ضارة بالكائنات الدقيقة الأخرى مثل الفطريات الأخرى أو حتى البكتيريا. البنسلين هو مثال واحد. لقد تم اقتراح أن السموم الفطرية في العلف الحيواني المخزن هي سبب التغيرات الجنسية النمطية النادرة في الدجاج التي تجعلهم ينظرون إلى الذكور ويتصرفون بها 

### في البشر
داء الفطريات هو مصطلح يستخدم للتسمم المرتبطة بالتعرض للسموم الفطرية. السموم الفطرية لديها القدرة على التأثيرات الصحية الحادة والمزمنة عن طريق الابتلاع، الاتصال بالجلد، الاستنشاق، ودخول مجرى الدم والجهاز اللمفاوي. أنها تمنع تخليق البروتين، وتضر نظم البلعوم، وتمنع تخليص الجسيمات من الرئة، وزيادة الحساسية للذيفان الداخلي البكتري 
تعتمد أعراض الإصابة بتسمم الفطريات على نوع السموم الفطرية. تركيز وطول التعرض؛ وكذلك العمر، والصحة، والجنس للشخص المعرض. وقد تم دراسة الآثار التآزرية المرتبطة بعدة عوامل أخرى مثل علم الوراثة والنظام الغذائي والتفاعلات مع السموم الأخرى بشكل ضعيف. لذلك، من الممكن أن يكون لنقص الفيتامينات والحرمان من السعرات الحرارية وإدمان الكحول وحالة الأمراض المعدية آثارًا مركبة مع السموم الفطرية. 

## تخفيف
تقاوم السموم الفطرية بشكل كبير التحلل أو يتم تفكيكها في عملية الهضم، لذلك تبقى في السلسلة الغذائية في اللحوم ومنتجات الألبان. حتى العلاجات الحرارية، مثل الطهي والتجميد، لا تدمر بعض السموم الفطرية. 

### إزالة
في صناعة الأعلاف والصناعات الغذائية، أصبح من الممارسات الشائعة إضافة عوامل ربط للسموم الفطرية مثل مونتموريلونيت و طين البنتونيت من أجل امتصاص فعال للسموم الفطرية. لعكس التأثيرات الضارة للسموم الفطرية، يتم استخدام المعايير التالية لتقييم وظائف أي إضافة مضافة 
- فعالية المكون النشط التحقق من البيانات العلمية
- انخفاض معدل إدراج فعالة
- الاستقرار على نطاق واسع درجة الحموضة
- قدرة عالية على امتصاص تركيزات عالية من السموم الفطرية
- انجذاب عالي لاستيعاب تركيزات منخفضة من السموم الفطرية
- تأكيد التفاعل الكيميائي بين السموم الفطرية والممتص
- ثبت في بيانات الجسم الحي مع جميع السموم الفطرية الرئيسية
- غير سامة، مكون صديقة للبيئة

وبما أنه لا يمكن ربط جميع السموم الفطرية بهذه العوامل، فإن أحدث طريقة للتحكم في السموم الفطرية هي إبطال مفعول السموم الفطرية. بواسطة الأنزيمات (esterase ، de-epoxidase)، الخميرة (Trichosporon mycotoxinvorans)، أو السلالات البكتيرية (Eubacterium BBSH 797 التي طورتها Biomin)، يمكن تقليل السموم الفطرية أثناء تلوث ما قبل الحصاد. وتشمل طرق الإزالة الأخرى الفصل المادي، والغسل، والطحن، وnixtamalization ، والمعالجة الحرارية، والإشعاع، واستخراج مع المذيبات، واستخدام العوامل الكيميائية أو البيولوجية. لقد أثبتت طرق التشعيع أنها علاج فعال ضد نمو العفن وإنتاج السم 

### قوانين
تحاول العديد من الوكالات الدولية تحقيق توحيد عالمي للحدود التنظيمية للسموم الفطرية. حالياً، هناك أكثر من 100 دولة لديها لوائح تتعلق بالسموم الفطرية في صناعة الأعلاف، حيث 13 ميكوتوكسينس أو مجموعات من السموم الفطرية تثير القلق. تتضمن عملية تقييم الحاجة إلى تنظيم السموم الفطرية مجموعة واسعة من الاختبارات المختبرية التي تشمل تقنيات الاستخلاص والتنظيف والفصل. تعتمد معظم اللوائح وطرق التحكم الرسمية على تقنيات سائلة عالية الأداء (مثل HPLC) من خلال الهيئات الدولية. ومن المفهوم ضمناً أن أي لوائح تتعلق بهذه السموم ستكون منسجمة مع أي دولة أخرى توجد معها اتفاقية تجارية. يتم تعيين العديد من المعايير لتحليل أداء الطريقة للسموم الفطرية من قبل اللجنة الأوروبية للتقييس (CEN). ومع ذلك، يجب على المرء أن يلاحظ أن تقييم المخاطر العلمية يتأثر عادة بالثقافة والسياسة، والتي بدورها ستؤثر على اللوائح التجارية للسموم الفطرية. 
تمت دراسة السموم الفطرية القائمة على الغذاء على نطاق واسع في جميع أنحاء العالم طوال القرن العشرين. في أوروبا، تحدد المستويات القانونية لمجموعة من السموم الفطرية المسموح بها في الأغذية والأعلاف الحيوانية بمجموعة من التوجيهات الأوروبية ولوائح المفوضية الأوروبية. قامت إدارة الغذاء والدواء الأمريكية بتنظيم وفرض حدود على تركيزات السموم الفطرية في صناعات الأغذية والأعلاف منذ عام 1985. ومن خلال العديد من برامج الامتثال، تقوم إدارة الأغذية والعقاقير بمراقبة هذه الصناعات لضمان احتفاظ السموم الفطرية على مستوى عملي. هذه البرامج الامتثال المنتجات الغذائية عينة بما في ذلك الفول السوداني ومنتجات الفول السوداني، والجوز شجرة، ومنتجات الذرة والذرة، بذرة القطن، والحليب. لا يزال هناك نقص في بيانات المراقبة الكافية على بعض السموم الفطرية التي تحدث في الولايات المتحدة 

## استخدامها في الخيال
استخدام خيالي للسموم الفطرية يحدث في رواية نيورومانسر
(1984) من تأليف ويليام جيبسون
. تدار «ميتوكوتوكسين روسي وقت الحرب» إلى قضية، بطل الرواية. 